# گئورگ هاکوبیان (خواننده)
گئورگ آساتوری هاکوبیان (ارمنی: Գևորգ Ասատուրի Հակոբյան؛ زاده ۳۱ ژوئیه ۱۹۸۱ در متسامور) یک خواننده اپرا اهل ارمنستان است. وی از کنسرواتوار دولتی کومیتاس ایروان فارغ‌التحصیل شده است.

## جوایز و افتخارات
عنوان هنرمند مردمی ارمنستان در سال ۲۰۱۱ به وی اعطا گردید.

## جستارهای ویژه
- فهرست خوانندگان ارمنی